# Elmintoidi

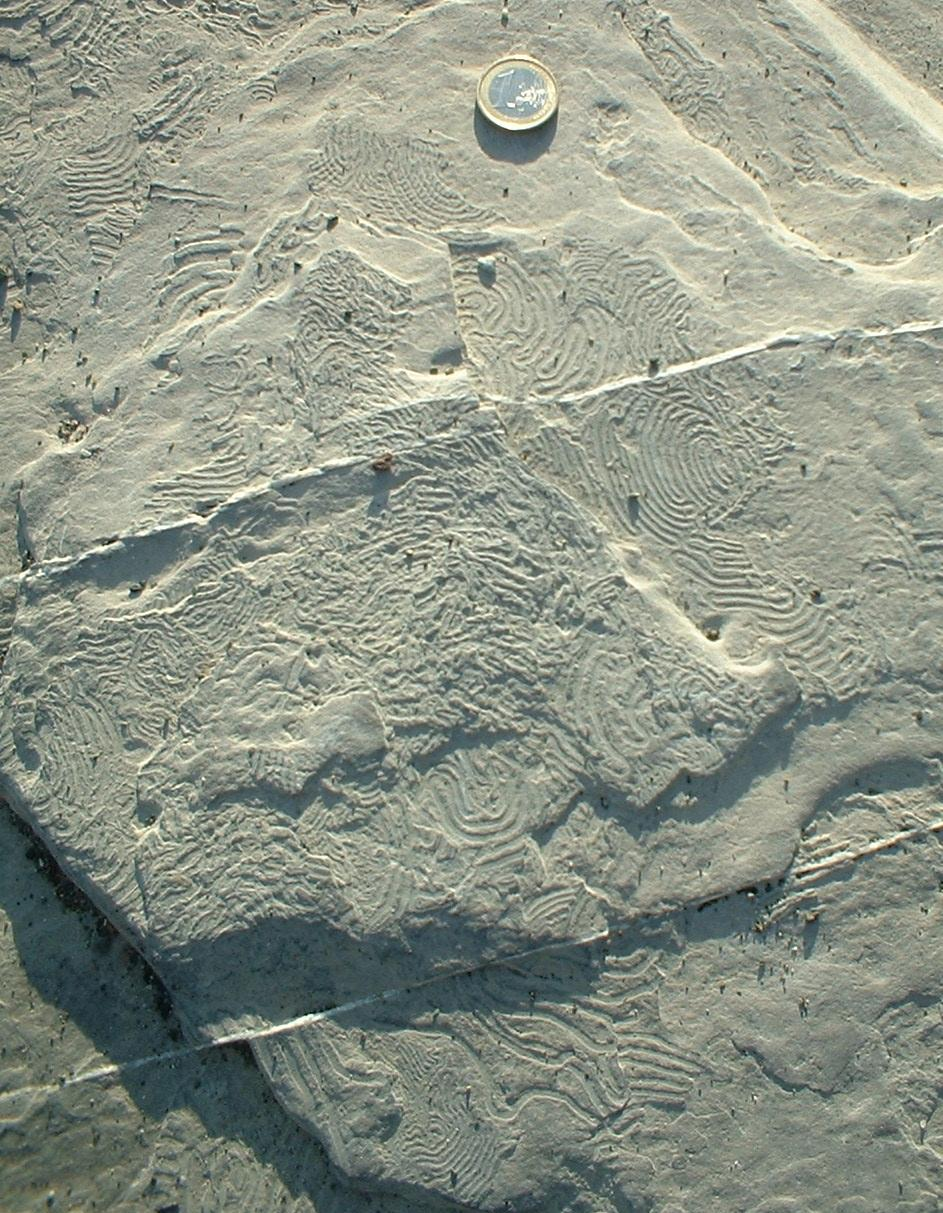
Helminthoidea labirintica

In paleontologia sono chiamate elmintoidi delle icnofacies date da piste fossili lasciate sul fondo marino da forme di vita epibentoniche presumibilmente limivore, viventi lungo l'interfaccia acqua/sedimento, e non meglio identificate, a cui è stato dato il nome scientifico di Helmintoidea labyrinthica (attribuzione di tipo Incertae sedis) e conservatisi fossilizzate nei sedimenti litificati.

## Descrizione
Le tracce, presumibilmente legate ad attività fisiologica animale, presumibilmente nutrizionale, hanno sistematicamente un percorso di schema labirintico meandriforme serrato, che permetteva all'animale che lo seguiva di esplorare esaustivamente tutta l'area in cui questo si muoveva, probabilmente strisciando non essendo visibili tracce lasciate da arti, da qui l'ipotesi che possa trattarsi di una forma di verme, alla ricerca di tutti i possibili nutrienti presenti sul fondale marino. La singola traccia si snoda sempre a contatto con  il giro precedente del percorso, senza discontinuità o sovrapposizioni di percorso o infossamenti, secondo uno schema razionale simile a quello attuato nello sfruttamento minerario.
Tali percorsi sono giunti a noi come tracce presenti sulle superfici di strato, quindi sono classificabili come tracce interfacciali di tipo epichnia, nei caratteristici Flysch calcareo marnosi appenninici e alpini; l'età di questi sedimenti, ottenuta principalmente studiando i microfossili presenti in questi strati va dal Cretacico superiore all'Eocene.
Non essendo mai stato rinvenuto, associato a queste tracce, alcun fossile identificabile come resto di animale che produceva queste tracce, si ritiene che si trattasse di un organismo "molle", ossia privo di parti scheletriche quindi con nulle probabilità di conservarsi come fossile.

## Distribuzione geologica
Lungo l'appennino ligure quasi tutta l'area di Imperia (e buona parte di quella di Genova, verso levante) in particolare nell'area del Parco regionale dell'Antola è caratterizzata dalla massiccia presenza dei Flysch ad elmintoidi, simili formazioni si rinvengono in altre aree dell'Appennino settentrionale, sempre costituite da alternanze di calcari, marne e arenarie e depositatisi sul fondale marino da correnti di torbida durante le prime fasi della chiusura dell'oceano della Tetide e costituenti i primi depositi di natura terrigena conseguenti alle prime erosioni delle rocce sollevatisi nella fase iniziale dell'orogenesi alpina.
In questi flysch sono spesso presenti altre forme di bioturbazioni o strutture fossilizzate di origine problematica, le più note sono Paleodictyon e fucoidi.